# Hasenlohe
Hasenlohe ist ein Gemeindeteil der Kreisstadt Neustadt an der Aisch im Landkreis Neustadt an der Aisch-Bad Windsheim (Mittelfranken, Bayern). Hasenlohe liegt in der Gemarkung Schauerheim.

## Geografie
Das Dorf liegt am Nesselbach. 0,25 km westlich des Ortes liegt das Bodenfeld, 0,5 km südwestlich das Flurgebiet Kastner, 0,5 km südöstlich der Marberg (323 m ü. NHN), 1 km nördlich der Schloßbuck, 1 km nordöstlich der Haagranken. Eine Gemeindeverbindungsstraße führt nach Dietersheim zur Bundesstraße 470 (1,8 km südlich) bzw. zur Kreisstraße NEA 6 (0,3 km nördlich), die nach Schauerheim zur Kreisstraße NEA 16 (2 km östlich) bzw. nach Unternesselbach zur Kreisstraße NEA 26 verläuft (2,1 km nordwestlich).

## Geschichte
Der Ort wurde 1169 als „Hasenloch“ erstmals urkundlich erwähnt. Das Bestimmungswort des Ortsnamens ist der Hase, das Grundwort Loch bedeutet Wald. 1541 war „Hasenloe“ eine herrschaftliche Schäferei.
Gegen Ende des 18. Jahrhunderts gab es in Hasenlohe 3 Anwesen (1 Mühle, 2 Gülthöfe). Das Hochgericht übte das brandenburg-bayreuthische Stadtvogteiamt Neustadt an der Aisch aus. Die Dorf- und Gemeindeherrschaft sowie die Grundherrschaft über alle Anwesen hatte das Kastenamt Neustadt an der Aisch.
Von 1797 bis 1810 unterstand der Ort dem Justizamt Dachsbach und Kammeramt Neustadt. Im Rahmen des Gemeindeedikts wurde Hasenlohe dem 1811 gebildeten Steuerdistrikt Schauerheim und der 1813 gegründeten Ruralgemeinde Schauerheim zugeordnet. Am 1. Januar 1972 wurde Hasenlohe im Zuge der Gebietsreform in Bayern nach Neustadt an der Aisch eingemeindet.

### Ehemalige Baudenkmäler
- Haus Nr. 1: Wohnstallhaus
- Haus Nr. 3a: Erdgeschossiges Wohnstallhaus
- Ehemalige Mühle: Wohl „1805“ (abgewitterte Jahreszahl im Keilstein der Haustür). Zweigeschossiges Walmdachhaus, das Erdgeschoss aus Quadern, das Obergeschoss Fachwerk von 2 zu 8 Fenster. Im östlichen Mühlenteil Rechtecktür, im Keilstein Mühlrad, zweiflügelige, aufgedoppelte Tür. Profiliertes Holztraufgesims.[10]

### Einwohnerentwicklung
| Jahr      | 001818 | 001840 | 001861 | 001871 | 001885 | 001900 | 001925 | 001950 | 001961 | 001970 | 001987 |
| Einwohner | 51     | 50     | 68     | 54     | 49     | 39     | 46     | 58     | 48     | 44     | 41     |
| Häuser    | 6      | 6      |        |        | 9      | 8      | 9      | 8      | 8      |        | 12     |
| Quelle    | [ 12 ] | [ 13 ] | [ 14 ] | [ 15 ] | [ 16 ] | [ 17 ] | [ 18 ] | [ 19 ] | [ 20 ] | [ 21 ] | [ 1 ]  |

## Religion
Der Ort ist seit der Reformation evangelisch-lutherisch geprägt und bis heute nach St. Katharina (Schauerheim) gepfarrt. Die Katholiken sind nach St. Johannis Enthauptung (Neustadt an der Aisch) gepfarrt.